# The Yellow Album
Albums
Songs in the Key of Springfield Go Simpsonic with The Simpsons
(1999)
The Yellow Album est un album des Simpson de morceaux originaux.

## Titres
| No  | Titre | Durée |
| --- | --- | ----- |
| 1.  | Love? (par Bart Simpson) |       |
| 2.  | Sisters Are Doin' It for Themselves (par Lisa Simpson, Ann Wilson, Nancy Wilson, Patty et Selma Bouvier, musique originale des Eurythmics) |       |
| 3.  | Funny How Time Slips Away (par Homer Simpson et Linda Ronstadt, musique originale de Willie Nelson)                                        |       |
| 4.  | Twenty-Four Hours a Day (par Apu Nahasapeemapetilon)                                                                                       |       |
| 5.  | Ten Commandments of Bart (par Bart Simpson)                                                                                                |       |
| 6.  | I Just Can't Help Myself (par Bart, Lisa et Homer Simpson)                                                                                 |       |
| 7.  | She's Comin' Out Swingin (par Lisa Simpson et P-Funk All-Stars)                                                                            |       |
| 8.  | Anyone Else (par Bart et Lisa Simpson) |       |
| 9.  | Every Summer with You (par Marge et Homer Simpson)                                                                                         |       |
| 10. | Hail to Thee, Kamp Krusty (par Otto Bus, Lisa Simpson, Martin Prince et Bart Simpson)                                                      |       |
| 11. | My Name Is Bart (par Bart Simpson) |       |